# 韩利
韩利（1988年1月16日—），女，山东泰安人，中国羽毛球运动员。

## 簡歷
韩利在11岁时，跟隨老师从老家山东泰安，到四川参加全国少儿羽毛球比赛。结果，她被四川队的教练周渝看中，邀請她留在四川队打球。2003年，她进入中国国家羽毛球青年队。两年后，进入国家二队，並曾代表國家隊出戰2006年世界青年羽毛球錦標賽，奪得团体冠军及女单第五名。
2007年，韩利在全国青年羽毛球锦标赛決賽中，爆冷擊敗王仪涵夺得女单冠军。次年，她又在賽事的半决赛淘汰王適嫻；惜期間右脚受傷，終在決賽以0比2败於李雯，屈居亚军。
2010年，韩利在全国羽毛球锦标赛決賽擊敗孙瑜，夺得冠军。次年，她在決賽負於广东选手夏静云，未能衛冕。
2012年4月，韩利在澳洲羽毛球公開賽中先後淘汰今別府香里、葉姵延、蓬迪·布拉那巴硕和成池鉉，晉身決賽；她在決賽以2比0（21-13、21-14）轻取韩国名将裴延姝，贏得了职业生涯第一个国际公开赛的女单冠军。

### 2014年世錦賽
2014年8月，韩利參加丹麥哥本哈根舉行的世界羽毛球錦標賽，以12號種子身分出戰女子單打項目 ，故在首圈輪空。她在第二圈以2比0擊敗中華台北的白驍馬晉級；但至第三圈面對隊友、位列頭號種子的李雪芮，就以0比2（9-21、17-21）落敗，16強止步。

## 主要比賽成績
只列出曾進入準決賽的國際賽事成績：
| 年份   | 賽事                 | 公開賽級別 | 項目     | 成績   |
| ------ | -------------------- | ---------- | -------- | ------ |
| 2006年 | 世界青年羽毛球錦標賽 | 其他       | 混合團體 | 冠軍   |
| 2011年 | 澳門羽毛球黃金大獎賽 | 黃金大獎賽 | 女子單打 | 亞軍   |
| 2011年 | 韓國羽毛球黃金大獎賽 | 黃金大獎賽 | 女子單打 | 亞軍   |
| 2012年 | 澳洲羽毛球黃金大獎賽 | 黃金大獎賽 | 女子单打 | 冠軍   |
| 2012年 | 印尼羽毛球黃金大獎賽 | 黃金大獎賽 | 女子單打 | 冠軍   |
| 2013年 | 韓國羽毛球首要超級賽 | 首要超級賽 | 女子單打 | 準決賽 |
| 2013年 | 東亞運動會羽毛球比賽 | 其他       | 女子團體 | 金牌   |
| 2013年 | 東亞運動會羽毛球比賽 | 其他       | 女子單打 | 金牌   |
| 2013年 | 中國羽毛球首要超級賽 | 首要超級賽 | 女子單打 | 準決賽 |
| 2014年 | 新加坡羽毛球超級賽   | 超級賽     | 女子單打 | 準決賽 |

| 2007-2017年 | 首要超級賽 | 超級賽 | 黃金大獎賽 | 大獎賽 | 國際挑戰賽 | 國際系列賽 | 未來系列賽 | 其他 |

| 2018-2026年 | 總決賽 | 超級1000賽 | 超級750賽 | 超級500賽 | 超級300賽 | 超級100賽 | 國際挑戰賽 | 國際系列賽 | 未來系列賽 | 其他 |

### 奧運會和世錦賽參賽紀錄
|          | 2014 |
| -------- | ---- |
| 女子單打 | 16強 |